# Tmesisternus vagus
Tmesisternus vagus är en skalbaggsart som först beskrevs av Thomson 1865.  Tmesisternus vagus ingår i släktet Tmesisternus och familjen långhorningar. Inga underarter finns listade i Catalogue of Life.